# 7182 Robinvaughan
A 7182 Robinvaughan (ideiglenes jelöléssel 1991 RV1) a Naprendszer kisbolygóövében található aszteroida. Eleanor F. Helin fedezte fel 1991. szeptember 8-án.